# Lecointea ovalifolia
Lecointea ovalifolia es una especie de planta con flor leguminosa en la familia de las Fabaceae.
Es endémica del departamento de San Martín, Perú. Está amenazada por pérdida de hábitat

## Fuente
- World Conservation Monitoring Centre 1998. Lecointea ovalifolia. 2006 IUCN Lista Roja de Especies Amenazadas; bajado 19 de julio de 2007

- Datos: Q521998